# الاکسانشالی
الاکسانشالی (به لاتین: Alaxançallı) یک منطقه‌ای مسکونی در جمهوری آذربایجان است که در شهرستان داش‌کسن واقع شده‌است.

## خصوصیات
الاکسانشالی ۵۸۶ نفر جمعیت دارد.